# Vittorio di León
Vittorio di León (... – León, 304) è stato un militare romano, che la Chiesa cattolica venera come santo.

## Leggenda
La tradizione l'ha considerato figlio, assieme ai fratelli Lupercio e Claudio, di San Marcello il Centurione e dice che fu martirizzato a León durante il regno di Diocleziano; nient'altro si sa della sua esistenza. La sua festa liturgica è coincisa con quella di Marcello, il 30 ottobre. Nell'Antifonario mozarabico della cattedrale di Toledo si trova un'interpolazione dell'XI secolo, che cita i nomi dei santi che sono stati trovati negli archivi di Toledo, tra i quali Vittorio e gli altri due e che fa riferimento a Marcello.
Anche la relazione del padre Marcello con questo santo è stata descritta come apocrifa. Alcuni scritti affermano che la tesi secondo cui Claudio, Lupercio e Vittorio erano soldati di origine ispanica e che erano martiri a León è più probabile, il che spiegherebbe il loro culto radicato nell'antico Regno di León e nei territori vicini. La coincidenza delle date del Martirologio Romano creerebbe una leggenda per spiegarlo, e quindi diventerà figlio di Marcello.

## Venerazione

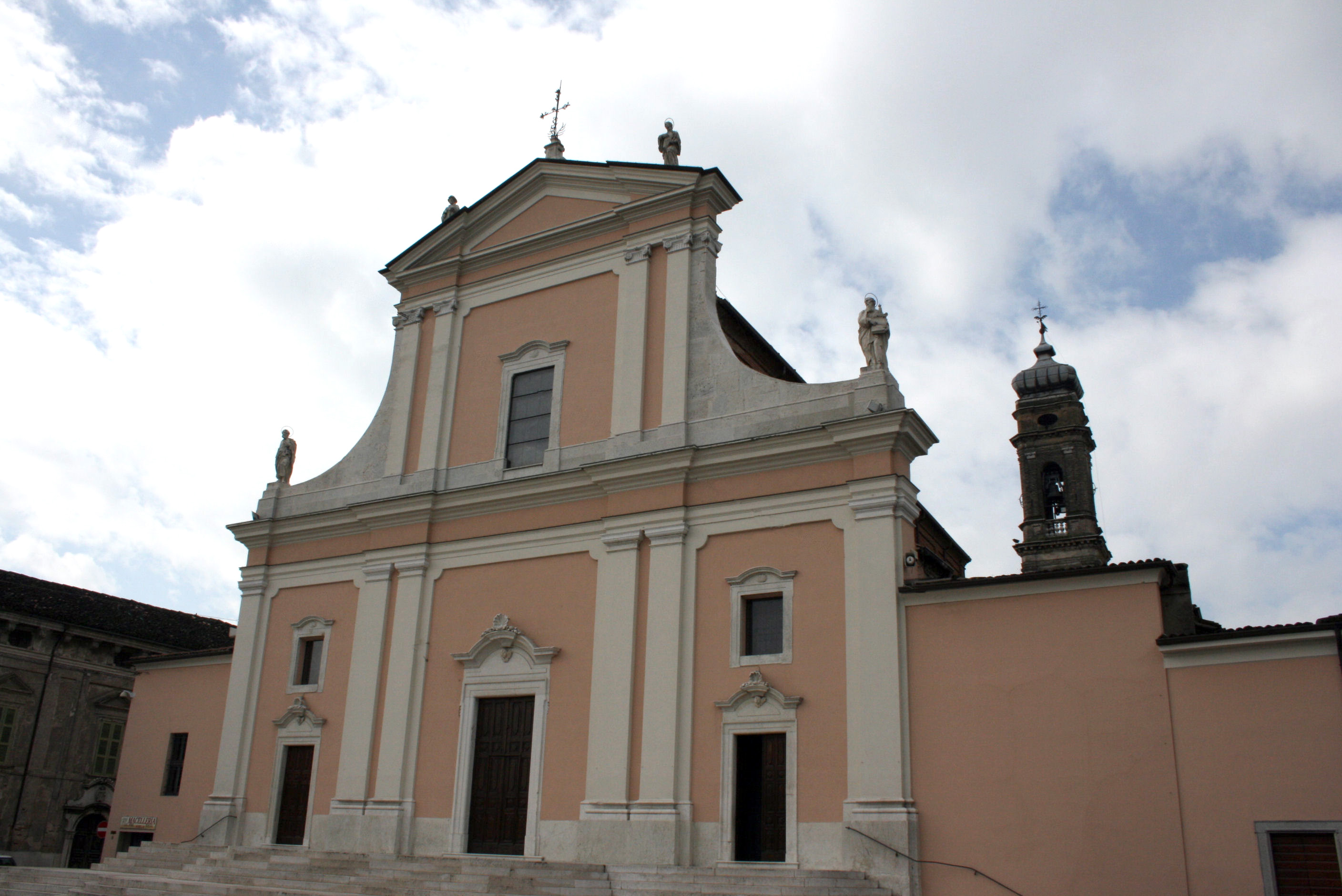
Medole, Chiesa parrocchiale dell'Assunzione della Vergine

Le reliquie dei santi furono spostate più volte. Ferdinando I di León le installò nella Real Basílica di Sant'Isidoro, a León. L'anno 1173 furono portate in una chiesa dedicata ai tre martiri, dove rimasero fino alla sua demolizione nel 1834. Quindi le trasferirono nella chiesa di San Marcello, a León, dove si trovano attualmente.
In una cappella della navata di destra della Chiesa parrocchiale dell'Assunzione della Vergine di Medole, in provincia di Mantova, sono conservate le reliquie di San Vittorio, giunte nel 1692, dopo essere state per alcuni anni nella demolita Chiesa dei Cappuccini di Mantova.